# 鳥取市立病院
鳥取市立病院（とっとりしりつびょういん）は、鳥取県鳥取市にあり、鳥取市が運営する医療機関。鳥取県の東部医療圏の中核的病院である。

## 沿革
- 1891年（明治24年） 私立因幡病院として設立[2]。
- 1946年（昭和21年）4月 鳥取診療所を開設[2]。
- 1946年（昭和21年）7月 鳥取市民病院と改称[2]。
- 1963年（昭和38年）4月 鳥取市立病院と改称[2]。
- 1995年（平成7年）4月 現在地に全面移転新築[2]。

## 診療科目
- 内科
- 神経内科
- メンタルクリニック
- 循環器科
- 外科
- 脳神経外科
- 整形外科
- 産婦人科
- 小児科
- 眼科
- 皮膚科
- 泌尿器科
- 耳鼻咽喉科
- 放射線科
- 麻酔科
- 病理診断科
- 臨床検査科
- リハビリテーション科
- 歯科

## 院内施設
- 食堂
- 売店
- 喫茶店
- 理容室
- ドライクリーニング
- 自動販売機
- 第一ATM（共同・鳥取銀行幹事）
  - 鳥取銀行
  - 山陰合同銀行(CD)
  - 鳥取信用金庫(CD)
  - 中国労働金庫(CD)
  - この共同ATMでは下記のATM・CD利用手数料無料提携サービスは適用されない。
    - クロスネットサービス（鳥取銀行幹事であっても、JAバンク鳥取が参加していないため対象外）
    - さんいんクロスネットサービス（鳥取銀行幹事であっても、島根銀行が参加していないため対象外）
    - さんいんネットサービス（鳥取銀行幹事のため、鳥取信用金庫以外の鳥取県・島根県内（西中国を除く）の信用金庫は対象外）
    - しんきんATMゼロネットサービス（鳥取銀行幹事のため、鳥取信用金庫以外の信用金庫は対象外）
    - ろうきんATM・CD利用手数料無料提携サービス（鳥取銀行幹事のため、中国労働金庫以外の労働金庫は対象外。ただし、労働金庫によってはキャッシュバックサービスが適用される場合がある）
- 第二ATM（鳥取銀行単独）
  - 鳥取銀行
  - クロスネットサービス提携金融機関（JAバンク鳥取）
  - さんいんクロスネットサービス提携金融機関（島根銀行）
- バスのりば
- タクシーのりば

## 交通アクセス
- 鳥取駅から日交バス・日ノ丸バス市立病院行（路線番号：62・63・67H・69・70H・78H・91H・93H・95）で10〜24分（240円）

## バス停留所
エントランスホール前に日本交通・日ノ丸自動車の路線バス、日本交通の乗合タクシーが発着するバス停留所（停留所名は市立病院）がある。
| のりば   | 路線番号     | 会社名       | 行先・方面など                                         | 備考               |
| -------- | ------------ | ------------ | ------------------------------------------------------ | ------------------ |
| 市立病院 | 62           | 日交バス     | （雲山日交・南大橋・駅南経由）鳥取駅                   |                    |
| 市立病院 | 63           | 日交バス     | （雲山日交・大覚寺口・駅南経由）鳥取駅                 |                    |
| 市立病院 | 67H          | 日交バス     | （大覚寺・駅南経由）鳥取駅                             |                    |
| 市立病院 | 69・70H      | 日交バス     | （大覚寺・東富安・生協病院前経由）鳥取駅               |                    |
| 市立病院 | 78H          | 日交バス     | （桜谷団地・生協病院前経由）鳥取駅                     | 平日のみ運行       |
| 市立病院 | 91H・93H・95 | 日ノ丸バス   | （南吉成・吉成経由）鳥取駅                             |                    |
| 市立病院 | 67H          | 日交バス     | （バードスタジアム経由）八坂（倉田保育園前）           |                    |
| 市立病院 | 78H          | 日交バス     | 雲山日交                                               | 平日のみ運行       |
| 市立病院 | 70H          | 日交バス     | （津ノ井駅前・若葉台・郡家駅前・安井経由）若桜車庫     |                    |
| 市立病院 | 93H          | 日ノ丸バス   | （西円通寺・河原口・用瀬駅前経由）用瀬                 |                    |
| 市立病院 | 91H          | 日ノ丸バス   | （西円通寺・河原口・用瀬駅前・用瀬・川中経由）智頭駅前 |                    |
| 市立病院 |              | 日交タクシー | （雲山日交・米里小学校前経由）越路                     | 予約制乗合タクシー |